# LST 문산
LST-120(영어: Landing Ship, Tank 120)은 제2차 세계 대전 동안 미국 해군 USS LST-120, 한국 전쟁 당시 대한민국 해군에서 LST 문산으로서 활동했던 전차상륙함이었다. 제2차 세계 대전 동안 2개의 배틀스타를 땄다.

## 역사

### 제2차 세계 대전
USS LST-120는 인디애나주 제퍼슨빌에 있는 제퍼슨빌 선박기계회사에서 1943년 5월 5일에 기공, 8월 7일 진수, 9월 22일에 취역하였다. 아시아-태평양 전구에 보내져 태평양 함대 상륙부대에 배속되었다.
1944년 마리아나·팔라우 제도 전역의 사이판 전투과 티니안 전투에 참가하였다.
1945년, 일본을 점령한 연합군을 지원하였다.
미국 본토로 귀환한 USS LST-120는 1946년 1월 7일, 태평양 함대 편제표에서 재적되어 Q004으로서 극동해군 일본선박통제당국(SCAJAP)에 넘겨졌다.

### 한국 전쟁
1947년 2월, LST-120는 대한민국 정부에서 사들여 "문산"(이하 문산호)으로 명명하였고, 교통부 산하 대한해운공사에서 밀가루나 석탄을 운송하는 운송업에 종사하였다. 묵호항에서 석탄을 싣기 위해 정박하고 있다가 한국 전쟁이 발발하자, 대한민국 해군 묵호경비부사령관 김두찬 중령의 전시동원령에 의해 징발되었다.
당시 육군-경찰 합동부대인 묵호 전투부대가 1950년 6월 25일에 상륙한 조선인민군 해군 제549육전대에 맞서 싸우고 있었다. 문산호는 퇴각하는 묵호 전투부대를 포항으로 탈출시켰고, 3일 뒤, 해군본부의 명령에 따라 재정비한 묵호 전투부대를 태우고 묵호로 다시 출향하였다. 6월 29일 오전 2시 즈음, 문산호가 묵호항에 남아있는 것을 알지 못하고 조선인민군 해군의 함정으로 착각한 USS 주노 (CL-119)에게 포격당했다. 마침 문산호에 승선해있던 해군정보부 장교를 보내 대한민국 해군 소속 함정인 것을 확인시켜 오해를 풀고 포항으로 철수하였다.
PC-701 백두산의 호위를 받으며 여수 철수작전에 참가했다.

### 장사상륙작전
9월 14일, 문산호는 독립 제1유격대대의 장사 상륙 작전을 지원하기 위해 출항하였다. 대대원 772명을 태우고 장사에 도착했으나, 곧 태풍 케지아(Kezia)에 의해 해안가에 좌초되었다. 간신히 상륙한 대대는 1주일간 조선인민군 제2군단의 주의를 끌었고, 그들과의 전투에서 문산호의 황재중 선장
과 선원이 전사하였다. 
생존자들은 9월 19일 USS 헬레나 CA-75를 기함으로 한 제7함대 포격임무대(Bombardment Task Force)의 지원으로 엄호받으며 대한민국 해군의 LST 조치원을 타고 철수에 성공하였다.

## 유산
장사리 해안가에 버려진 뒤 그대로 잊혀졌다가 1997년 3월 6일에 발견되었다. 장사 상륙작전을 기념하기 위한 전승기념공원을 조성하기 위한 레플리카로 재현되었다.

## 표창
|  |
|  |

|                                    | 1945년 10월 15~25일 |
| 1945년 11월 18일 ~ 1946년 2월 13일 |                     |

## 같이 보기
- 장사 상륙 작전